# Andrzej Myśliwiec
Andrzej Myśliwiec (ur. 3 lipca 1957 w Katowicach) – polski hokeista na trawie, trener, olimpijczyk z Moskwy 1980.
Zawodnik grający na pozycji napastnika. Reprezentował w latach 1970-1989 klub AZS-AWF Katowice, z którym to klubem zdobył w latach 1975, 1977, 1978,1982-1984 brązowy medal mistrzostw Polski.
W reprezentacji Polski (w latach 1976-1988) rozegrał 190 spotkań zdobywając w nich 35 bramek.
Uczestnik mistrzostw świata w Buenos Aires (1978) - 9. miejsce, Bombaju (1982) - 8. miejsce, Londynie (1986).
Uczestnik mistrzostw Europy w Hanowerze (1978) na których Polska zajęła 5. miejsce, Amsterdamie (1983) - 9. miejsce, Moskwie (1987) - 5. miejsce.
Brał udział w igrzyskach olimpijskich w Moskwie w których Polska zajęła 4. miejsce.
W roku 1989 wyjechał do Włoch, gdzie kontynuował karierę w klubie CUS Turyn, z którym dwukrotnie wywalczył tytuł wicemistrza Włoch.